# Soyapango
Soyapango är en kommun i El Salvador. Med sina 241 403 invånare enligt folkräkningen 2007 var Soyapango den tredje största kommunen i landet, efter San Salvador och Santa Ana. Befolkningen har sedan dess uppskattas öka och kunna uppgå till 290 412 invånare.
Soyapango ligger längs huvudleden mellan San Salvador och den östra delen av landet och nästan 70 000 fordon passerar genom staden varje dag. Stadens smeknamn är Soya. Den är känd för att vara ett Mara Salvatrucha-fäste.

## Ekonomi
Soyapango är ett kommersiellt centrum där det bland annat finns en modern galleria som heter Plaza Mundo.
Empresas ADOC, ett salvadoranskt skoföretag, har sitt huvudkontor i Soyapango.

## Geografi
Soyapango gränsar till Delgado och Tonacatepeque i norr, Ilopango i öster, Santo Tomás och San Marcos i söder och San Salvador och Delgado i väster. 
Staden har en topografi med stora berg i söder där San Jacinto är det viktigaste. Det är beläget ca fem kilometer sydväst om staden Soyapango och fungerar som en markör för gränsen mellan San Marcos, San Salvador och Soyapango. Det har en höjd på drygt 1 000 meter över havet.

## Klimat
Den årliga nederbörden varierar mellan 1 700 och 1 850 mm. 